# Костелло, Пэт
Бернард Патрик «Пэт» Костелло младший (англ. Bernard Patrick "Pat" Costello Jr.; 12 марта 1929, Детройт, Мичиган — 12 июля 2014, Харбор-Спрингс, Мичиган) — американский гребец, выступавший за сборную США по академической гребле в 1950-х годах. Серебряный призёр летних Олимпийских игр в Мельбурне, победитель и призёр регат национального значения.

## Биография
Пэт Костелло родился 12 марта 1929 года в Детройте, штат Мичиган.
Первых успехов в гребле добился ещё в 1948 году, став чемпионом США в зачёте распашных рулевых восьмёрок. Занимался академической греблей во время учёбы в местном колледже в Детройте, который окончил в 1954 году. В период 1951—1958 годов практически на протяжении всей своей спортивной карьеры состоял в Детройтском лодочном клубе, в составе которого выиграл несколько национальных титулов.
В 1952 году вошёл в основной состав американской национальной сборной и благодаря череде удачных выступлений удостоился права защищать честь страны на летних Олимпийских играх в Хельсинки. Стартовал здесь в парных двойках совместно с напарником Уолтером Хувером, однако попасть в число призёров не смог — остановился на стадии полуфиналов.
Наивысшего успеха в гребле на взрослом международном уровне добился в сезоне 1956 года на Олимпийских играх в Мельбурне. На сей с новым партнёром Джимом Гардинером в финале парных двоек пришёл к финишу вторым позади советского экипажа Александра Беркутова и Юрия Тюкалова — тем самым завоевал серебряную олимпийскую медаль.
После мельбурнской Олимпиады Костелло больше не показывал сколько-нибудь значимых результатов в академической гребле на международной арене.
Был женат, имел шестерых детей. Вместе с семьёй проживал в городе Блумфилд-Хилс в Мичигане.
Умер 12 июля 2014 года в Харбор-Спрингс в возрасте 85 лет.